# Modularkontakt

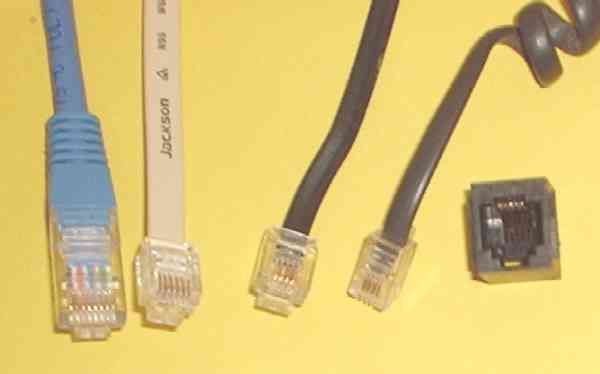
Modularkontaktdon: RJ45, RJ25, RJ11, RJ22.

Modularkontaktdonet, ofta oegentligt kallad modularkontakt, är en typ av kontaktdon som används bland annat i datanät. Den är standard på telefon- och TP-kablar. Den karaktäriseras av att den är billig i tillverkning och lättmonterad med en modulartång. Det är också möjligt att göra kontakteringen helt maskinellt, vilket leder till låga kostnader vid massproduktion.
Modularkontaktdonet konstruerades på 1970-talet av Bell Telephone Laboratories, som också fick USA-patent på det.
Principen är att den isolerade ledaren utan att skalas pressas ned i ett gaffelformat kontaktelement med noga bestämda dimensioner som skär igenom isolationen och klämmer fast den en-trådiga ledaren utan att skada denna. Rätt utförd blir kontakten mellan ledaren och kontaktelementets gaffel vakuumtät, vilket borgar för pålitlig funktion. I samma operation sker dragavlastning genom att kabeln klämmes fast i kontaktdonet i ett urtag med bestämda dimensioner, noga avpassade efter kabelns mått. För att dragavlastningen ska bli pålitlig måste kabelmanteln skalas mycket precist i förhållande till ledarnas ändar. Mall för detta finns i modulartången.
Metoden innebär att kontaktdonet är irreparabelt och kan monteras endast en gång. Blir det fel måste kabeln klippas loss och monteras om med nytt kontaktdon. Kontaktelementen är förgyllda, vilket undanröjer korrosionsproblem vid kontaktytorna.
På sladdar används enbart hankontaktdon, och i apparater enbart honkontaktdon. Sladden hålls på plats i apparaten med en enkel snäppanordning, som normalt är anbragt på hankontaktdonets bredsida. Genom en variant med snäppanordningen på kontaktdonets smalsida kan man ordna oförväxelbara anslutningar. Denna variant används ofta för anslutning till kraftförsörjningen.
En så kallad korsad kabel åstadkommes genom att låta två par byta plats i sladdens ena ände. Eftersom RJ-kontaktdonen dels är gjorda i genomsynligt material och dels osymmetriska samt att de olika parterna i flatkabeln är färgade, är det lätt att genom okulärbesiktning av ändarna avgöra huruvida sladden är korsad eller ej.
Om en färdigkontakterad sladd behöver skarvas samman med en förlängningssladd, kan detta göras med ett litet kopplingsstycke (adapter) med två honkontaktdon, dubbelhona kallad. Det finns även adaptrar med en RJ11-hona på ena sidan och en RJ45-hona på andra sidan. I det fallet kan dock bara 6 av RJ45-donets maximalt 8 poler utnyttjas. De två yttersta positionerna lämnas då outnyttjade.
- Standard RJ11 (6/2), plats för 6 ledare i bredd, varav de två mittersta används.
- Standard RJ11 (6/4), plats för 6 ledare i bredd, varav de fyra mittersta används.
- Standard RJ45 (8/8), plats för 8 ledare i bredd, som alla används.
- Standard RJ10 & RJ22 (4/4), plats för 4 ledare i bredd, som alla används.

Andra poltal förekommer, men de ovan nämnda är de vanligaste.